# Ольшанський цвинтар
Ольшанський цвинтар (чеськ. Olšanské hřbitovy) — найбільший з цвинтарів Праги, знаходиться в Чехії, містить понад два мільйони поховань. Цвинтар добре відомий багатьма видатними пам'ятниками модерну.
Тут знайшли спокій після вигнання з батьківщини та поневірянь на чужині члени Директорії УНР і уряду Скоропадського, воїни армій УНР та УГА, люди мистецьких професій, науковці.

## Історія
Цвинтар названо на честь зниклого села Ольшани (Olšany) поблизу Жижкова. Це найстаріший цвинтар, його було створено після епідемії чуми 1679 року, освячено 29 січня 1680 священиком парафії Святого Мартіна Яном Вацлавом Оломоуцом. 1682 року тут побудували церкву святого Роха. 1860 року кладовище було закрито. 
Головним місцем поховання кладовище стало 1786 року після заборони нових поховань в межах міста Праги. 
Частина могил і надгробків на цьому місці створені видатними архітекторами і скульпторами. Найстаріша збережена гробниця — могила Зеленка, побудована 1799 року на ділянці площею 87,5 м2. Найбільший пам'ятник знаходиться — Грдлічкова (Hrdličkova) площею 98 м2, що розташований біля головного входу.

### Крематорій
З 23 листопада 1921 по 1932 рік тут працював перший в Празі крематорій.

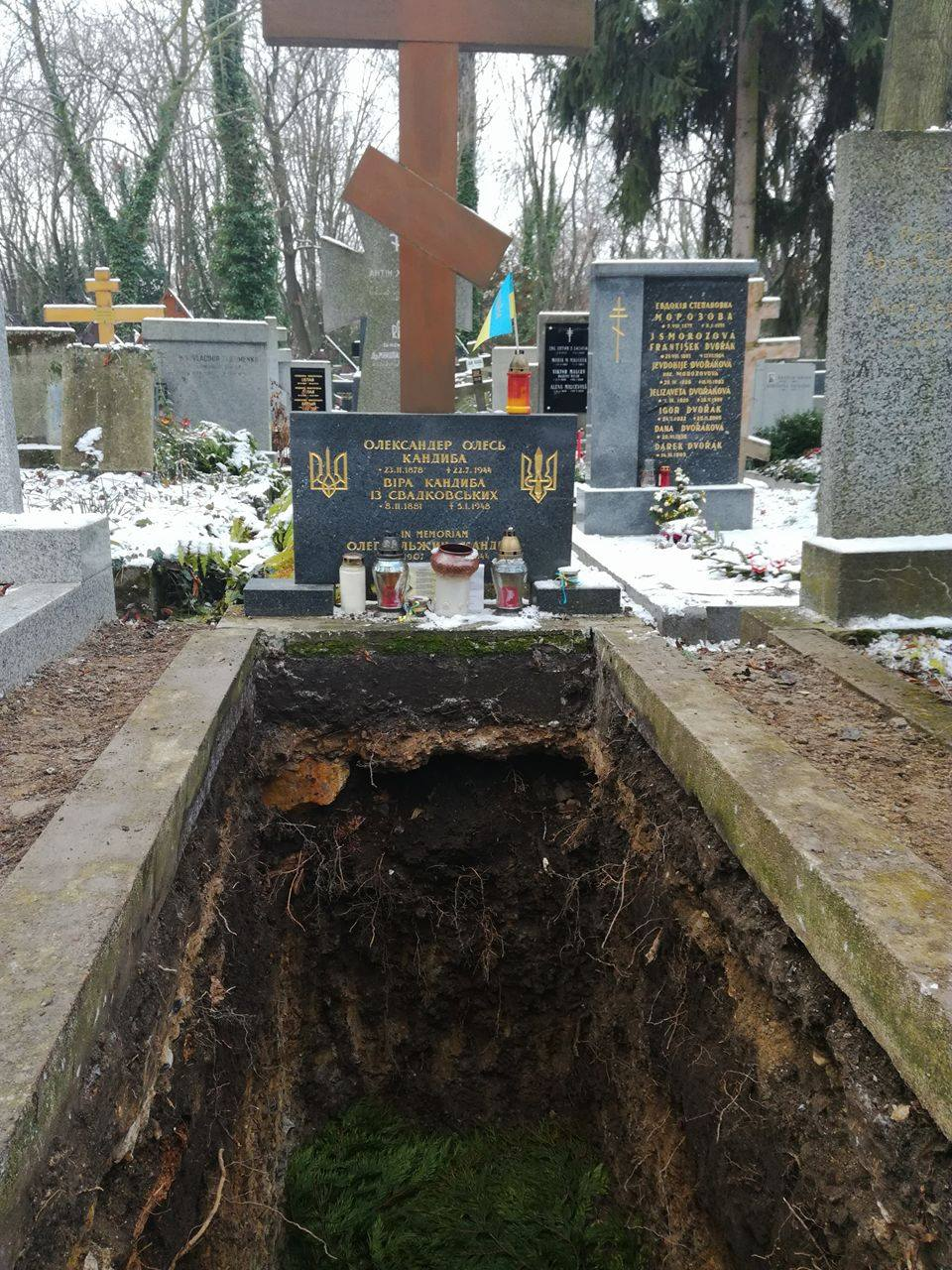
Місце поховання Олеся після ексгумації, 3 січня 2017 року

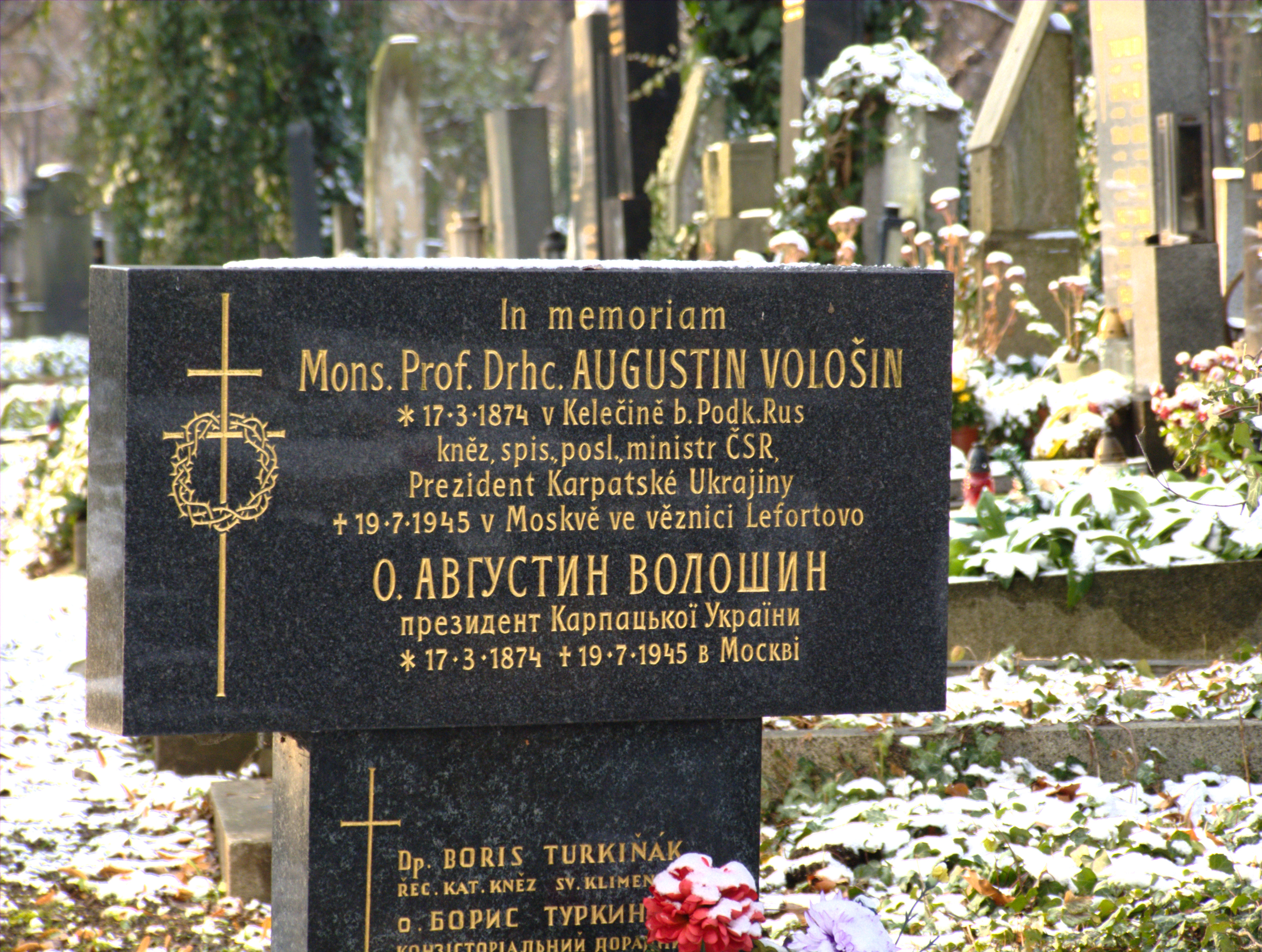
Символічний надгробок Августина Волошина — президента Карпатської України

## Військовий цвинтар
Кладовище також містить поховання полеглих чехословацьких легіонерів періоду Першої світової війни, жертв битви в Дрездені 1813 року, жертв Празького повстання, солдат країн Співдружності, Червоної Армії і Російської визвольної армії періоду Другої світової. Тут 1905 року було перепоховано останки закритого військового кладовища Карліні.

## Поховані на цвинтарі

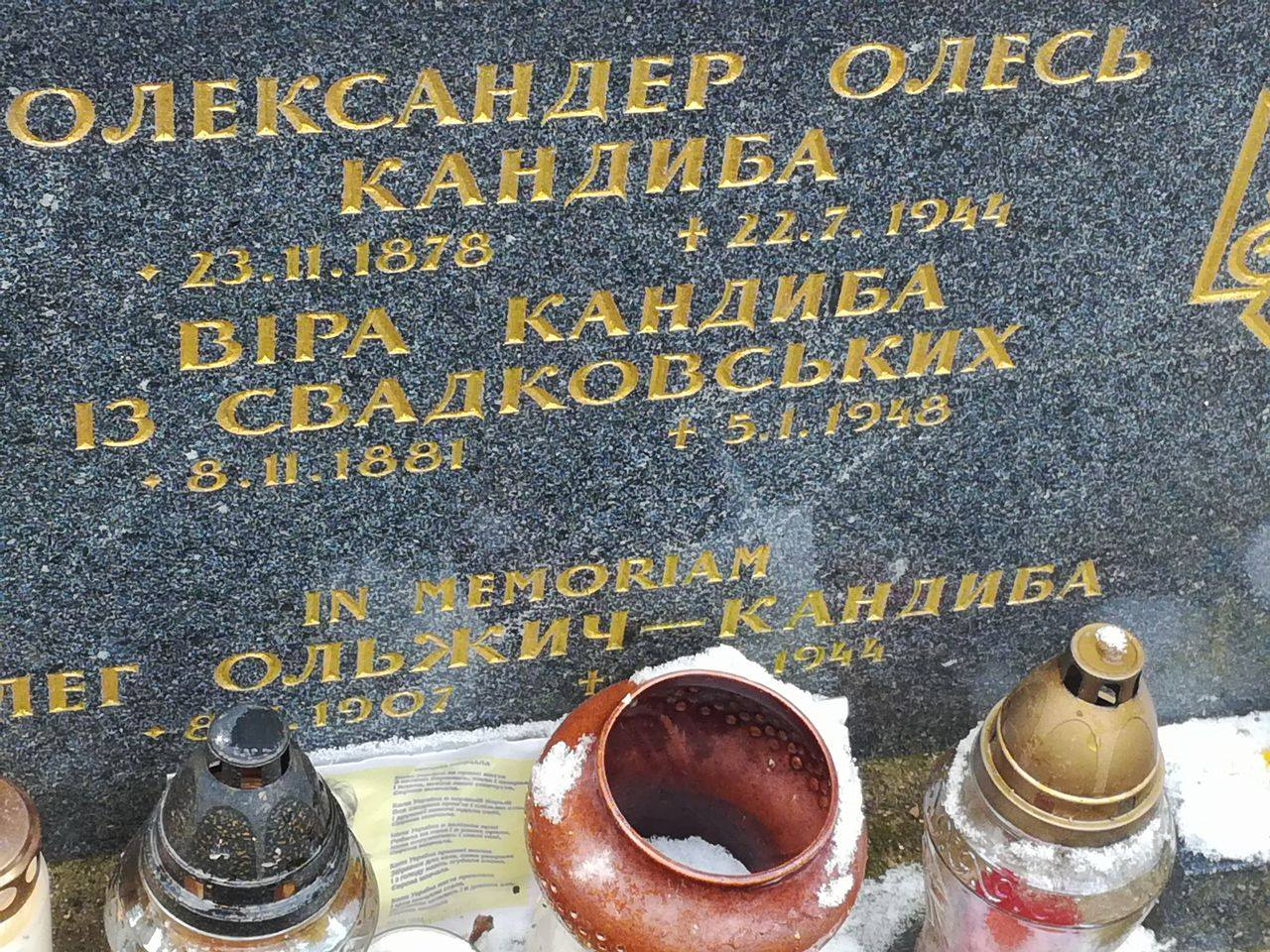
Імена Олександра Олеся та його дружини на колишньому місці поховання

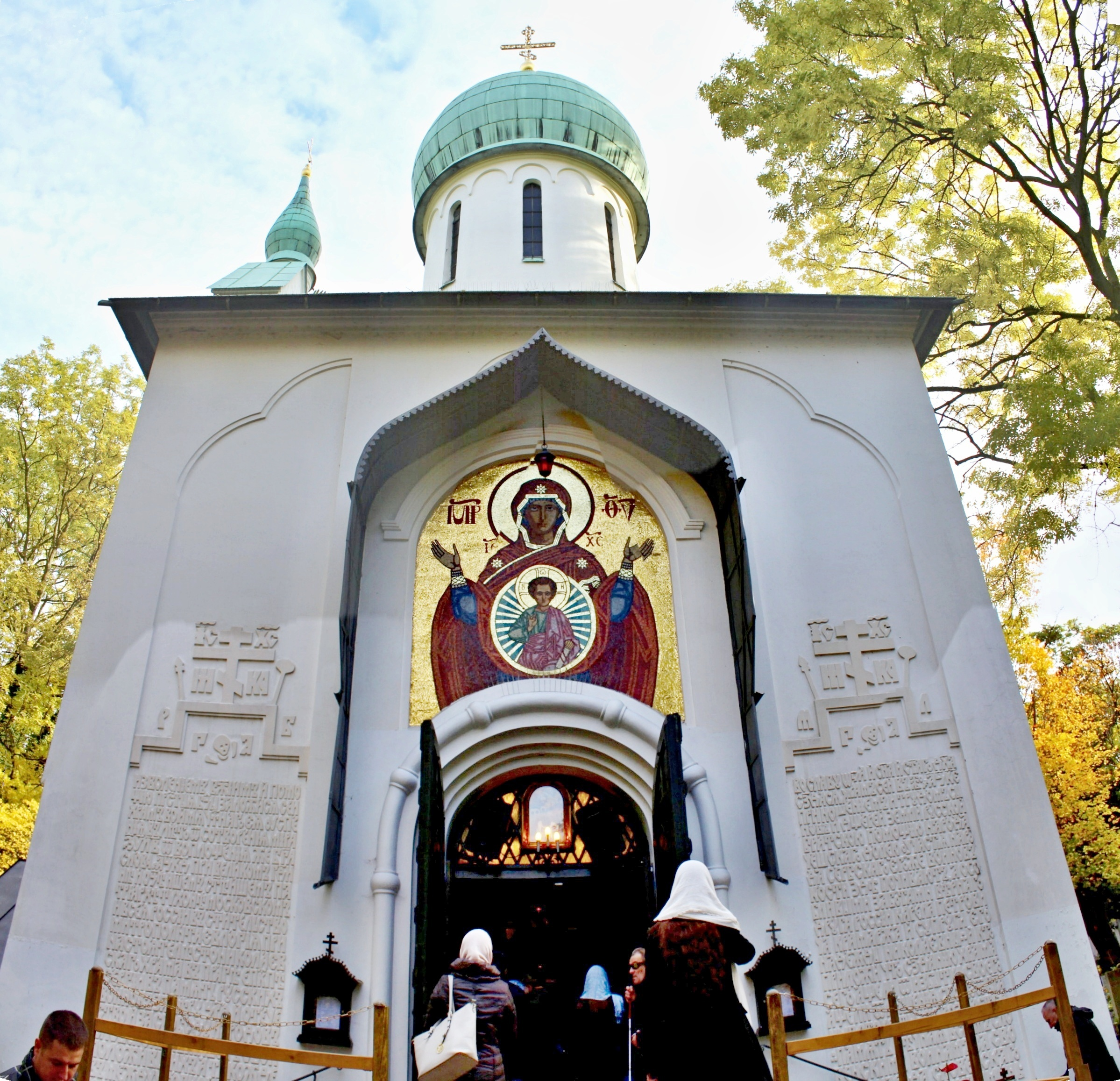
Православний храм успіння Пресвятої Богородиці

- Виноградник Василь — командир кулеметної сотні УГА, учасник I-го Конгресу Українських Націоналістів.
- Вікул Микола Павлович — український хімік (псевдонім — М.Райгородський);
- Волошин Августин (символічна могила) — президент Карпатської України;
- Гавлічек-Боровський Карел — чеський письменник;
- Гайда Радола — чеський військовик;
- Дутко Ольга Михайлівна — український хоровий диригент, композитор, племінниця Августина Волошина.
- Ґотвальд Клімент — перший комуністичний президент Чехословаччини;
- Марія Гюбнерова (1865—1931) — відома чеська театральна актриса початку XX століття;
- Дараган Юрій — старшина військ УНР, український поет;
- Віктор Дик — чеський національний поет, прозаїк, драматург і політик;
- Добриловський Юрій Митрофанович — начальник санітарної служби Армії УНР;
- Індишевський Ярослав Євгенович — сотник Української Галицької Армії, крайовий комендант УВО;
- Кирій Василь Фадійович — генеральний хорунжий Дієвої Армії УНР;
- Кондаков Никодим Павлович — історик мистецтва;
- Крицький Павло Митрофанович — полковник Армії УНР;
- Лада Йозеф — чеський графік і письменник, ілюстратор «Пригод бравого вояка Швейка»;
- Левитська Ніна Григорівна — скульптор;
- Левитський Борис Костянтинович — український композитор;
- Леонтович Володимир Миколайович — громадський діяч, меценат, літератор.
- Міленко Микола Каленикович — український актор, режисер, помічник Миколи Садовського;
- Ян Коллар — словацький і чеський політик і поет;
- Альона Ладова (1925—1992) — чеська художниця, книжковий ілюстратор, сценограф і письменниця.

- Олександр Олесь — український письменник, поет, драматург (3 січня 2017 року його було ексгумовано);[1]
- Палах Ян — чеський студент, вчинив самоспалення на знак протесту проти вводу радянських військ у Чехословаччину;
- Сидоренко Григорій Микитович — український дипломат, посол УНР в Австрії;
- Сірополко Степан — український громадський діяч, педагог і бібліолог;
- Стаховський Микола Ананійович — перший голова дипломатичної місії УНР у Великій Британії;
- Стахура Данило — український суспільний і політичний діяч, адвокат; посол до австрійського парламенту від Національно-Демократичної Партії.
- Тобілевич Микола Миколайович — підполковник Армії УНР, син актора та режисера Миколи Садовського.
- Черкасенко Спиридон Феодосійович — український письменник, поет, драматург;
- Чернявський Арсен Петрович — член Українського Генерального Військового Комітету, член Української Центральної Ради, підполковник Армії УНР.
- Чикаленко Євген Харламович — визначний громадський діяч, меценат української культури, агроном, землевласник, видавець, публіцист;
- Шафарик Павел Йозеф — словацький і чеський історик і філолог;
- Франтішек Штястни — чеський мотогонщик, віце-чемпіон світу в класі 350cc серії Гран-Прі (1961);
- Щербина Федір Андрійович — громадський діяч й історик Кубані. Насильно перепохований російською владою у Краснодарі.
- Йозеф Юнгман — діяч чеського відродження.